# Porto de Mós
Porto de Mós és un municipi portuguès, situat al districte de Leiria, a la regió del Centre i a la subregió de Pinhal Litoral. L'any 2006 tenia 26.842 habitants. Es divideix en 13 freguesias. Limita al nord amb Leiria i Batalha, a l'est amb Alcanena, al sud amb Santarém i a l'oest amb Alcobaça.

## Població
| Població del concelho de Porto de Mós (1801 – 2004) | Població del concelho de Porto de Mós (1801 – 2004) | Població del concelho de Porto de Mós (1801 – 2004) | Població del concelho de Porto de Mós (1801 – 2004) | Població del concelho de Porto de Mós (1801 – 2004) | Població del concelho de Porto de Mós (1801 – 2004) | Població del concelho de Porto de Mós (1801 – 2004) | Població del concelho de Porto de Mós (1801 – 2004) | Població del concelho de Porto de Mós (1801 – 2004) |
| --------------------------------------------------- | --------------------------------------------------- | --------------------------------------------------- | --------------------------------------------------- | --------------------------------------------------- | --------------------------------------------------- | --------------------------------------------------- | --------------------------------------------------- | --------------------------------------------------- |
| 1801                                                | 1849                                                | 1900                                                | 1930                                                | 1960                                                | 1981                                                | 1991                                                | 2001                                                | 2004                                                |
| 10742                                               | 9801                                                | 12554                                               | 16296                                               | 21220                                               | 21700                                               | 23343                                               | 24271                                               | 24775                                               |

## Freguesies
- Alcaria
- Alqueidão da Serra
- Alvados
- Arrimal
- Calvaria de Cima
- Juncal
- Mendiga
- Mira de Aire
- Pedreiras
- São Bento
- São João Baptista (Porto de Mós)
- São Pedro (Porto de Mós)
- Serro Ventoso